# Reco-reco

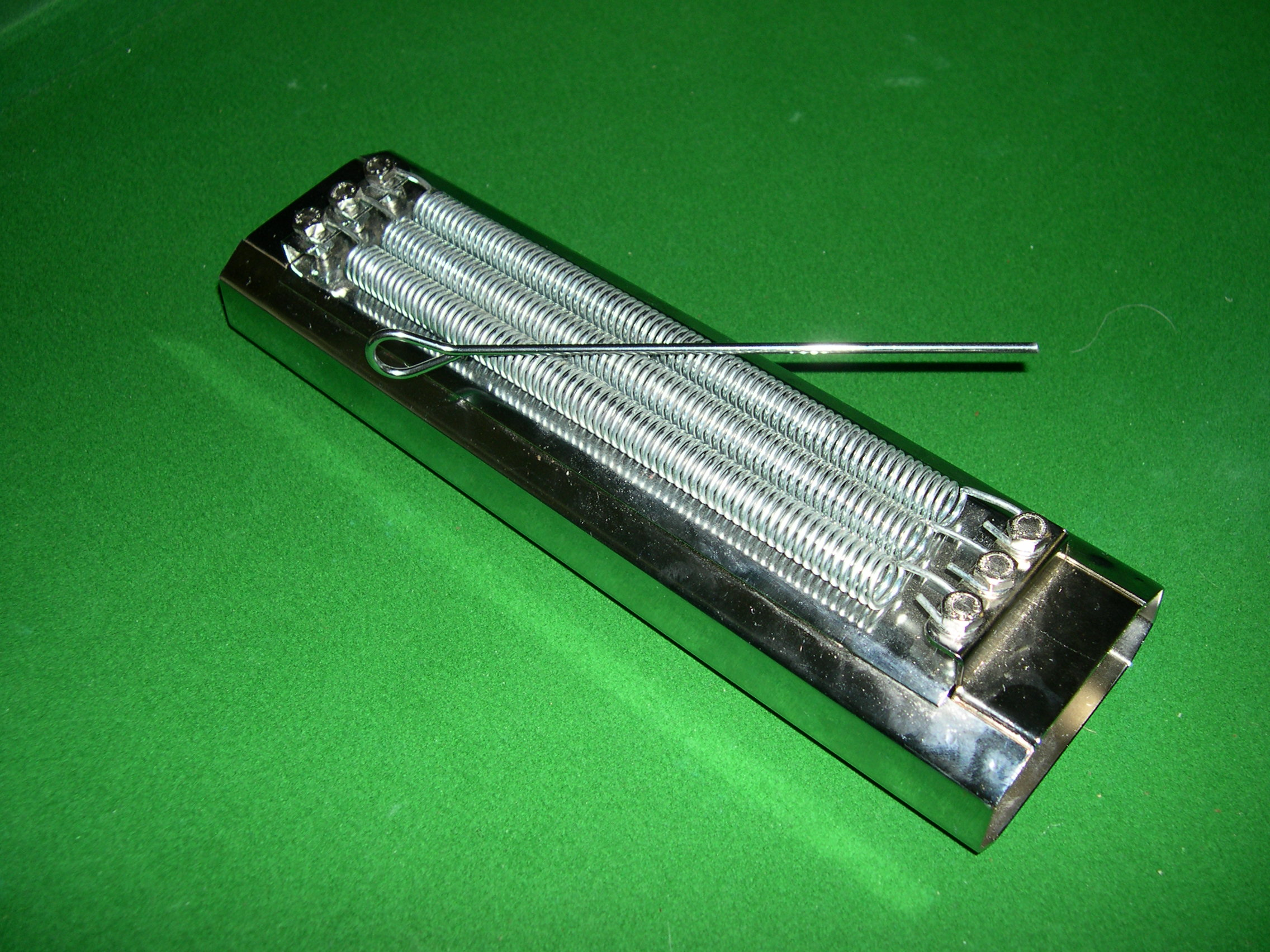
Un reco-reco en métal

Le reco-reco, également appelé caracaxá ou querequexé, est un instrument de percussion brésilien de la famille des idiophones grattés ou raclés, similaire au güiro. C'est un instrument d'accompagnement musical rythmique.

## Facture
Le reco-reco est constitué selon les cas :
- d'un corps en bois ou en gourde rainuré, strié ou taillé en dents de scie et de forme variable
- ou d'un demi-cylindre en métal ou en plexi-glass sur lequel sont tendus deux ou trois longs ressorts que l'on gratte ou racle avec une baguette métallique (voir image ci-contre).

## Utilisation
On utilise le reco-reco dans la batucada et le pagode, deux genres musicaux brésiliens à base de percussions, ainsi que dans la capoeira, art martial brésilien accompagné de musique.

## Technique de jeu
On produit les sons en frottant ou raclant une baguette contre les rainures ou « dents ». Le son obtenu fait penser à un coassement de grenouille. La version métallique du reco-reco produit un son riche en harmoniques aigües.